# ジョセフ・リーソン (初代ミルタウン伯爵)

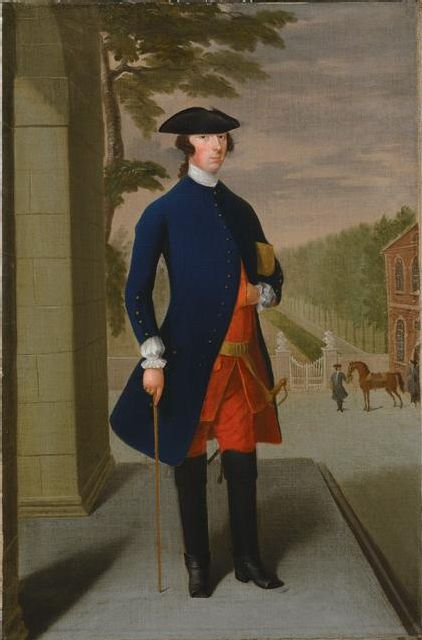
アンソニー・リー（Anthony Lee、1767年没）による肖像画、1730年代。

初代ミルタウン伯爵ジョセフ・リーソン（英語: Joseph Leeson, 1st Earl of Milltown PC (Ire)、1711年3月11日 – 1783年10月22日）は、アイルランド王国の政治家、貴族。

## 生涯
ジョセフ・リーソン（Joseph Leeson、1741年没。ダブリン出身の酒造家）とマーガレット・ブライス（Margaret Brice、アンドリュー・ブライスの娘）の息子として、1711年3月11日に生まれた。
1743年から1756年までラスコーマック選挙区の代表としてアイルランド庶民院議員を務めた後、1756年5月5日にアイルランド貴族であるウィックロー県におけるラスバラ男爵に叙され、7日にラスバラ男爵としてアイルランド貴族院議員に就任した。1760年9月8日、同じくアイルランド貴族であるウィックロー県におけるラッセルタウンのラスバラ子爵に叙され、1761年10月22日にラスバラ子爵としてアイルランド貴族院議員に就任した。1763年5月10日、同じくアイルランド貴族であるダブリン県におけるミルタウン伯爵に叙され、同年10月11日にミルタウン伯爵としてアイルランド貴族院議員に就任した。また、同1763年にアイルランド枢密院の枢密顧問官に任命された。
1783年10月2日に死去、1人目の妻との間の息子ジョセフが爵位を継承した。

## 家族
1729年1月、セシリア・リー（Cecilia Leigh、1737年11月29日没、フランシス・リーの娘）と結婚、2男1女をもうけた。
- ジョセフ（1730年 – 1801年） - 第2代ミルタウン伯爵
- メアリー（1734年11月12日 – 1794年6月3日） - 1764年2月、第2代メイヨー伯爵ジョン・ボークと結婚、子供なし[4]
- ブライス（1735年 – 1807年） - 第3代ミルタウン伯爵

1738年10月20日、アン・プレストン（Anne Preston、1721年1月15日洗礼 – 1766年1月17日、ナサニエル・プレストンの娘）と再婚、1女をもうけた。
- アン - 1770年、ヒュー・ヘンリー（Hugh Henry）と結婚、子供あり

1768年2月10日、エリザベス・フレンチ（Elizabeth French、1742年頃 – 1842年1月23日、ウィリアム・フレンチの娘）と再婚、2男2女をもうけた。
- ウィリアム（1770年3月5日 – 1819年10月7日） - 1796年6月24日、メアリー・ブキャナン（Mary Buchanan、1849年2月没、ロバート・ブキャナンの娘）と結婚、1女をもうけた
- ロバート（1773年5月18日 – 1850年） - 1795年8月17日、グレース・ヘッド（Grace Head、1833年11月5日没、マイケル・ヘッドの娘）と結婚、3男をもうけた。1834年8月、ハリエット・ブルック（Harriet Brooke、1858年1月没、フランシス・ブルックの娘）と再婚、子供なし
- セシリア - 1789年、デイヴィッド・ラ・トゥッシュ（David La Touche）と結婚
- フローレンス・アラベラ（Florence Arabella、1840年5月19日没） - 1790年7月25日、マーカス・ベレスフォード（Marcus Beresford、1764年2月14日 – 1797年11月16日、ジョン・ベレスフォードの息子）と結婚、子供あり

ミルタウン伯爵位は1908年以降、爵位保有者が名乗り出ていない状況にあるが、初代伯爵の四男ロバートの男系子孫は少なくとも1933年まで続いており、その断絶は証明されていない。したがって、ミルタウン伯爵位が廃絶したのではなく、休止状態（dormant）にある可能性もある。

## 系譜図
|  |  | セシリア・リー (-1737)                                       | セシリア・リー (-1737)                                       | セシリア・リー (-1737)                                       | セシリア・リー (-1737)                                       | セシリア・リー (-1737)                                       | セシリア・リー (-1737)                                       |  |  |                                                                      |                                                                      |                                                                      |                                                                      | ジョセフ・リーソン 初代ミルタウン伯爵 (1701-1783)                    | ジョセフ・リーソン 初代ミルタウン伯爵 (1701-1783)                    | ジョセフ・リーソン 初代ミルタウン伯爵 (1701-1783) | ジョセフ・リーソン 初代ミルタウン伯爵 (1701-1783) | ジョセフ・リーソン 初代ミルタウン伯爵 (1701-1783)                           | ジョセフ・リーソン 初代ミルタウン伯爵 (1701-1783)                           |                                                                             |                                                                             |                                                                             |                                                                             |  |  |                                |                                |                                |                                |                                |                                |  |  | エリザベス・フレンチ (1742頃-1842) | エリザベス・フレンチ (1742頃-1842) | エリザベス・フレンチ (1742頃-1842) | エリザベス・フレンチ (1742頃-1842) | エリザベス・フレンチ (1742頃-1842) | エリザベス・フレンチ (1742頃-1842) |  |  |                                  |                                  |                                  |                                  |                                  |                                  |  |  |                                |                                |                                |                                |                                |                                |  |  |  |  |  |  |  |  |
|  |  | セシリア・リー (-1737)                                       | セシリア・リー (-1737)                                       | セシリア・リー (-1737)                                       | セシリア・リー (-1737)                                       | セシリア・リー (-1737)                                       | セシリア・リー (-1737)                                       |  |  |                                                                      |                                                                      |                                                                      |                                                                      | ジョセフ・リーソン 初代ミルタウン伯爵 (1701-1783)                    | ジョセフ・リーソン 初代ミルタウン伯爵 (1701-1783)                    | ジョセフ・リーソン 初代ミルタウン伯爵 (1701-1783) | ジョセフ・リーソン 初代ミルタウン伯爵 (1701-1783) | ジョセフ・リーソン 初代ミルタウン伯爵 (1701-1783)                           | ジョセフ・リーソン 初代ミルタウン伯爵 (1701-1783)                           |                                                                             |                                                                             |                                                                             |                                                                             |  |  |                                |                                |                                |                                |                                |                                |  |  | エリザベス・フレンチ (1742頃-1842) | エリザベス・フレンチ (1742頃-1842) | エリザベス・フレンチ (1742頃-1842) | エリザベス・フレンチ (1742頃-1842) | エリザベス・フレンチ (1742頃-1842) | エリザベス・フレンチ (1742頃-1842) |  |  |                                  |                                  |                                  |                                  |                                  |                                  |  |  |                                |                                |                                |                                |                                |                                |  |  |  |  |  |  |  |  |
|  |  |                                                              |                                                              |                                                              |                                                              |                                                              |                                                              |  |  |                                                                      |                                                                      |                                                                      |                                                                      |                                                                      |                                                                      |                                                   |                                                   |                                                                             |                                                                             |                                                                             |                                                                             |                                                                             |                                                                             |  |  |                                |                                |                                |                                |                                |                                |  |  |                                    |                                    |                                    |                                    |                                    |                                    |  |  |                                  |                                  |                                  |                                  |                                  |                                  |  |  |                                |                                |                                |                                |                                |                                |  |  |  |  |  |  |  |  |
|  |  |                                                              |                                                              |                                                              |                                                              |                                                              |                                                              |  |  |                                                                      |                                                                      |                                                                      |                                                                      |                                                                      |                                                                      |                                                   |                                                   |                                                                             |                                                                             |                                                                             |                                                                             |                                                                             |                                                                             |  |  |                                |                                |                                |                                |                                |                                |  |  |                                    |                                    |                                    |                                    |                                    |                                    |  |  |                                  |                                  |                                  |                                  |                                  |                                  |  |  |                                |                                |                                |                                |                                |                                |  |  |  |  |  |  |  |  |
|  |  | ジョセフ・リーソン 第2代ミルタウン伯爵 (1730-1801)           | ジョセフ・リーソン 第2代ミルタウン伯爵 (1730-1801)           | ジョセフ・リーソン 第2代ミルタウン伯爵 (1730-1801)           | ジョセフ・リーソン 第2代ミルタウン伯爵 (1730-1801)           | ジョセフ・リーソン 第2代ミルタウン伯爵 (1730-1801)           | ジョセフ・リーソン 第2代ミルタウン伯爵 (1730-1801)           |  |  | ブライス・リーソン 第3代ミルタウン伯爵 (1735-1807)                   | ブライス・リーソン 第3代ミルタウン伯爵 (1735-1807)                   | ブライス・リーソン 第3代ミルタウン伯爵 (1735-1807)                   | ブライス・リーソン 第3代ミルタウン伯爵 (1735-1807)                   | ブライス・リーソン 第3代ミルタウン伯爵 (1735-1807)                   | ブライス・リーソン 第3代ミルタウン伯爵 (1735-1807)                   |                                                   |                                                   |                                                                             |                                                                             |                                                                             |                                                                             |                                                                             |                                                                             |  |  |                                |                                |                                |                                |                                |                                |  |  |                                    |                                    |                                    |                                    |                                    |                                    |  |  | ウィリアム・リーソン (1770-1819) | ウィリアム・リーソン (1770-1819) | ウィリアム・リーソン (1770-1819) | ウィリアム・リーソン (1770-1819) | ウィリアム・リーソン (1770-1819) | ウィリアム・リーソン (1770-1819) |  |  | ロバート・リーソン (1773-1850) | ロバート・リーソン (1773-1850) | ロバート・リーソン (1773-1850) | ロバート・リーソン (1773-1850) | ロバート・リーソン (1773-1850) | ロバート・リーソン (1773-1850) |  |  |  |  |  |  |  |  |
|  |  | ジョセフ・リーソン 第2代ミルタウン伯爵 (1730-1801)           | ジョセフ・リーソン 第2代ミルタウン伯爵 (1730-1801)           | ジョセフ・リーソン 第2代ミルタウン伯爵 (1730-1801)           | ジョセフ・リーソン 第2代ミルタウン伯爵 (1730-1801)           | ジョセフ・リーソン 第2代ミルタウン伯爵 (1730-1801)           | ジョセフ・リーソン 第2代ミルタウン伯爵 (1730-1801)           |  |  | ブライス・リーソン 第3代ミルタウン伯爵 (1735-1807)                   | ブライス・リーソン 第3代ミルタウン伯爵 (1735-1807)                   | ブライス・リーソン 第3代ミルタウン伯爵 (1735-1807)                   | ブライス・リーソン 第3代ミルタウン伯爵 (1735-1807)                   | ブライス・リーソン 第3代ミルタウン伯爵 (1735-1807)                   | ブライス・リーソン 第3代ミルタウン伯爵 (1735-1807)                   |                                                   |                                                   |                                                                             |                                                                             |                                                                             |                                                                             |                                                                             |                                                                             |  |  |                                |                                |                                |                                |                                |                                |  |  |                                    |                                    |                                    |                                    |                                    |                                    |  |  | ウィリアム・リーソン (1770-1819) | ウィリアム・リーソン (1770-1819) | ウィリアム・リーソン (1770-1819) | ウィリアム・リーソン (1770-1819) | ウィリアム・リーソン (1770-1819) | ウィリアム・リーソン (1770-1819) |  |  | ロバート・リーソン (1773-1850) | ロバート・リーソン (1773-1850) | ロバート・リーソン (1773-1850) | ロバート・リーソン (1773-1850) | ロバート・リーソン (1773-1850) | ロバート・リーソン (1773-1850) |  |  |  |  |  |  |  |  |
|  |  |                                                              |                                                              |                                                              |                                                              |                                                              |                                                              |  |  |                                                                      |                                                                      |                                                                      |                                                                      |                                                                      |                                                                      |                                                   |                                                   |                                                                             |                                                                             |                                                                             |                                                                             |                                                                             |                                                                             |  |  |                                |                                |                                |                                |                                |                                |  |  |                                    |                                    |                                    |                                    |                                    |                                    |  |  |                                  |                                  |                                  |                                  |                                  |                                  |  |  |                                |                                |                                |                                |                                |                                |  |  |  |  |  |  |  |  |
|  |  |                                                              |                                                              |                                                              |                                                              |                                                              |                                                              |  |  | ジョセフ・リーソン ラスバラ卿 (1766-1800)                            | ジョセフ・リーソン ラスバラ卿 (1766-1800)                            | ジョセフ・リーソン ラスバラ卿 (1766-1800)                            | ジョセフ・リーソン ラスバラ卿 (1766-1800)                            | ジョセフ・リーソン ラスバラ卿 (1766-1800)                            | ジョセフ・リーソン ラスバラ卿 (1766-1800)                            |                                                   |                                                   |                                                                             |                                                                             |                                                                             |                                                                             |                                                                             |                                                                             |  |  | ジョン・リーソン (1767-1835)   | ジョン・リーソン (1767-1835)   | ジョン・リーソン (1767-1835)   | ジョン・リーソン (1767-1835)   | ジョン・リーソン (1767-1835)   | ジョン・リーソン (1767-1835)   |  |  | ロバート・リーソン (1772-1842)     | ロバート・リーソン (1772-1842)     | ロバート・リーソン (1772-1842)     | ロバート・リーソン (1772-1842)     | ロバート・リーソン (1772-1842)     | ロバート・リーソン (1772-1842)     |  |  |                                  |                                  |                                  |                                  |                                  |                                  |  |  |                                |                                |                                |                                |                                |                                |  |  |  |  |  |  |  |  |
|  |  |                                                              |                                                              |                                                              |                                                              |                                                              |                                                              |  |  | ジョセフ・リーソン ラスバラ卿 (1766-1800)                            | ジョセフ・リーソン ラスバラ卿 (1766-1800)                            | ジョセフ・リーソン ラスバラ卿 (1766-1800)                            | ジョセフ・リーソン ラスバラ卿 (1766-1800)                            | ジョセフ・リーソン ラスバラ卿 (1766-1800)                            | ジョセフ・リーソン ラスバラ卿 (1766-1800)                            |                                                   |                                                   |                                                                             |                                                                             |                                                                             |                                                                             |                                                                             |                                                                             |  |  | ジョン・リーソン (1767-1835)   | ジョン・リーソン (1767-1835)   | ジョン・リーソン (1767-1835)   | ジョン・リーソン (1767-1835)   | ジョン・リーソン (1767-1835)   | ジョン・リーソン (1767-1835)   |  |  | ロバート・リーソン (1772-1842)     | ロバート・リーソン (1772-1842)     | ロバート・リーソン (1772-1842)     | ロバート・リーソン (1772-1842)     | ロバート・リーソン (1772-1842)     | ロバート・リーソン (1772-1842)     |  |  |                                  |                                  |                                  |                                  |                                  |                                  |  |  |                                |                                |                                |                                |                                |                                |  |  |  |  |  |  |  |  |
|  |  |                                                              |                                                              |                                                              |                                                              |                                                              |                                                              |  |  | ジョセフ・リーソン 第4代ミルタウン伯爵 (1799-1866)                   | ジョセフ・リーソン 第4代ミルタウン伯爵 (1799-1866)                   | ジョセフ・リーソン 第4代ミルタウン伯爵 (1799-1866)                   | ジョセフ・リーソン 第4代ミルタウン伯爵 (1799-1866)                   | ジョセフ・リーソン 第4代ミルタウン伯爵 (1799-1866)                   | ジョセフ・リーソン 第4代ミルタウン伯爵 (1799-1866)                   |                                                   |                                                   |                                                                             |                                                                             |                                                                             |                                                                             |                                                                             |                                                                             |  |  | ジョセフ・リーソン (1796-1847) | ジョセフ・リーソン (1796-1847) | ジョセフ・リーソン (1796-1847) | ジョセフ・リーソン (1796-1847) | ジョセフ・リーソン (1796-1847) | ジョセフ・リーソン (1796-1847) |  |  | ジョセフ・リーソン (1813-1850)     | ジョセフ・リーソン (1813-1850)     | ジョセフ・リーソン (1813-1850)     | ジョセフ・リーソン (1813-1850)     | ジョセフ・リーソン (1813-1850)     | ジョセフ・リーソン (1813-1850)     |  |  |                                  |                                  |                                  |                                  |                                  |                                  |  |  |                                |                                |                                |                                |                                |                                |  |  |  |  |  |  |  |  |
|  |  |                                                              |                                                              |                                                              |                                                              |                                                              |                                                              |  |  | ジョセフ・リーソン 第4代ミルタウン伯爵 (1799-1866)                   | ジョセフ・リーソン 第4代ミルタウン伯爵 (1799-1866)                   | ジョセフ・リーソン 第4代ミルタウン伯爵 (1799-1866)                   | ジョセフ・リーソン 第4代ミルタウン伯爵 (1799-1866)                   | ジョセフ・リーソン 第4代ミルタウン伯爵 (1799-1866)                   | ジョセフ・リーソン 第4代ミルタウン伯爵 (1799-1866)                   |                                                   |                                                   |                                                                             |                                                                             |                                                                             |                                                                             |                                                                             |                                                                             |  |  | ジョセフ・リーソン (1796-1847) | ジョセフ・リーソン (1796-1847) | ジョセフ・リーソン (1796-1847) | ジョセフ・リーソン (1796-1847) | ジョセフ・リーソン (1796-1847) | ジョセフ・リーソン (1796-1847) |  |  | ジョセフ・リーソン (1813-1850)     | ジョセフ・リーソン (1813-1850)     | ジョセフ・リーソン (1813-1850)     | ジョセフ・リーソン (1813-1850)     | ジョセフ・リーソン (1813-1850)     | ジョセフ・リーソン (1813-1850)     |  |  |                                  |                                  |                                  |                                  |                                  |                                  |  |  |                                |                                |                                |                                |                                |                                |  |  |  |  |  |  |  |  |
|  |  |                                                              |                                                              |                                                              |                                                              |                                                              |                                                              |  |  |                                                                      |                                                                      |                                                                      |                                                                      |                                                                      |                                                                      |                                                   |                                                   |                                                                             |                                                                             |                                                                             |                                                                             |                                                                             |                                                                             |  |  |                                |                                |                                |                                |                                |                                |  |  |                                    |                                    |                                    |                                    |                                    |                                    |  |  |                                  |                                  |                                  |                                  |                                  |                                  |  |  |                                |                                |                                |                                |                                |                                |  |  |  |  |  |  |  |  |
|  |  | ジョセフ・ヘンリー・リーソン 第5代ミルタウン伯爵 (1829-1871) | ジョセフ・ヘンリー・リーソン 第5代ミルタウン伯爵 (1829-1871) | ジョセフ・ヘンリー・リーソン 第5代ミルタウン伯爵 (1829-1871) | ジョセフ・ヘンリー・リーソン 第5代ミルタウン伯爵 (1829-1871) | ジョセフ・ヘンリー・リーソン 第5代ミルタウン伯爵 (1829-1871) | ジョセフ・ヘンリー・リーソン 第5代ミルタウン伯爵 (1829-1871) |  |  | エドワード・ニュージェント・リーソン 第6代ミルタウン伯爵 (1835-1890) | エドワード・ニュージェント・リーソン 第6代ミルタウン伯爵 (1835-1890) | エドワード・ニュージェント・リーソン 第6代ミルタウン伯爵 (1835-1890) | エドワード・ニュージェント・リーソン 第6代ミルタウン伯爵 (1835-1890) | エドワード・ニュージェント・リーソン 第6代ミルタウン伯爵 (1835-1890) | エドワード・ニュージェント・リーソン 第6代ミルタウン伯爵 (1835-1890) |                                                   |                                                   | ヘンリー・リーソン 第7代ミルタウン伯爵 (1837-1891) 1891年爵位休止 (dormant) | ヘンリー・リーソン 第7代ミルタウン伯爵 (1837-1891) 1891年爵位休止 (dormant) | ヘンリー・リーソン 第7代ミルタウン伯爵 (1837-1891) 1891年爵位休止 (dormant) | ヘンリー・リーソン 第7代ミルタウン伯爵 (1837-1891) 1891年爵位休止 (dormant) | ヘンリー・リーソン 第7代ミルタウン伯爵 (1837-1891) 1891年爵位休止 (dormant) | ヘンリー・リーソン 第7代ミルタウン伯爵 (1837-1891) 1891年爵位休止 (dormant) |  |  | ジョン・リーソン (1827-1905)   | ジョン・リーソン (1827-1905)   | ジョン・リーソン (1827-1905)   | ジョン・リーソン (1827-1905)   | ジョン・リーソン (1827-1905)   | ジョン・リーソン (1827-1905)   |  |  | ロバート・リーソン (1842-1906)     | ロバート・リーソン (1842-1906)     | ロバート・リーソン (1842-1906)     | ロバート・リーソン (1842-1906)     | ロバート・リーソン (1842-1906)     | ロバート・リーソン (1842-1906)     |  |  |                                  |                                  |                                  |                                  |                                  |                                  |  |  |                                |                                |                                |                                |                                |                                |  |  |  |  |  |  |  |  |